# 坎比拉 (馬里)
12°47′48″N 8°6′12″W / 12.79667°N 8.10333°W
坎比拉（法語：Kambila），是馬里的城鎮，位於該國西南部，由庫利科羅區的卡蒂省負責管轄，面積429平方公里，海拔高度394米，2009年人口13,974，人口密度每平方公里33人。